# Robert Coffy
Robert Joseph Coffy, (ur. 24 października 1920 w Le Biot, zm. 15 lipca 1995 w Saint-Zacharie), francuski duchowny katolicki, kardynał, arcybiskup Marsylii.

## Życiorys
Święcenia kapłańskie przyjął 28 października 1944 roku. Doktorat z teologii uzyskał na uniwersytecie w Lyonie. W 1949 roku został wykładowcą teologii dogmatycznej w seminarium duchownym w Annecy, a w 1952 roku - jego rektorem. W swoich poszukiwaniach teologicznych podejmował dialog ze współczesnymi nurtami filozoficznymi. Był również autorem cenionych prac z eklezjologii. 11 lutego 1967 roku został mianowany biskupem Gap, a 15 czerwca 1974 roku arcybiskupem Albi. Jan Paweł II mianował go 13 kwietnia 1985 roku arcybiskupem Marsylii, a na konsystorzu 28 czerwca 1991 roku wyniósł do godności kardynalskiej z tytułem prezbitera San Luigi Maria Grignion de Montfort. Przyczynił się do przejścia na katolicyzm Wspólnoty Błogosławieństw założonej w 1975 roku we Francji przez dwie pary małżeńskie z Kościoła ewangelicko-reformowanego. 22 kwietnia 1995 roku z powodu ciężkiej choroby ustąpił z urzędu. Zmarł w Saint-Zacharie.